# 1. multiplex (Slovensko)
1. multiplex je multiplex na Slovensku, který využívají komerční i veřejnoprávní rozhlasové a televizní programy. Vysílá v normě DVB-T2. Jeho provoz byl zahájen na konci března 2013.

## Vysílané programy

### Volně vysílané programy
| Stanice       | Logo stanice |
| ------------- | ------------ |
| RTVS Šport HD |              |
| RTVS 24 HD    |              |
| TV LUX HD     |              |
| TV Osem       |              |

### Kódovaně vysílané programy
| Stanice       | Logo stanice |
| ------------- | ------------ |
| ČT1           |              |
| ČT2           |              |
| Sport 1       |              |
| Sport 2       |              |
| JOJ Cinema HD |              |

## Technické parametry sítě
| Standard | ID sítě | Vysílací mód | Modulace datových nosných | Kódový poměr (FEC) | Ochranný interval | Přenosová rychlost |
| -------- | ------- | ------------ | ------------------------- | ------------------ | ----------------- | ------------------ |
| DVB-T2   |         | 32K          | 256-QAM                   | 3/4                | 1/8               | 37,6 Mbit/s        |

## Vysílače
| Vysílač                               | Kanál | Frekvence | Výkon (ERP) | Nadmořská výška |
| ------------------------------------- | ----- | --------- | ----------- | --------------- |
| Banská Bystrica – Laskomer            | 47    | 682 MHz   | 25 kW       | 620 m n. m.     |
| Banská Štiavnica – Sitno              | 28    | 530 MHz   | 27 kW       | 1 002 m n. m.   |
| Bardejov – Stebnícka Magura           | 47    | 682 MHz   | 25 kW       | 896 m n. m.     |
| Bratislava – Kamzík                   | 39    | 618 MHz   | 50 kW       | 433 m n. m.     |
| Čadca – Husárik                       | 47    | 682 MHz   | 6,6 kW      | 820 m n. m.     |
| Detva – Javor                         | 49    | 698 MHz   | 2,73 kW     | 690 m n. m.     |
| Handlová – Bralová skala              | 44    | 658 MHz   | 3,2 kW      | 826 m n. m.     |
| Košice – Dubník                       | 23    | 490 MHz   | 12,58 kW    | 874 m n. m.     |
| Košice – Heringeš                     | 23    | 490 MHz   | 25 kW       | 324 m n. m.     |
| Kráľovský Chlmec – Veľký kopec        | 23    | 490 MHz   | 10 kW       | 264 m n. m.     |
| Lučenec – Blatný vrch                 | 32    | 562 MHz   | 20 kW       | 359 m n. m.     |
| Námestovo – Magurka                   | 44    | 658 MHz   | 23,23 kW    | 1 107 m n. m.   |
| Nitra – Zobor                         | 28    | 530 MHz   | 20 kW       | 556 m n. m.     |
| Nové Mesto nad Váhom – Veľká Javorina | 39    | 618 MHz   | 50,12 kW    | 969 m n. m.     |
| Poprad – Hranovnica                   | 41    | 634 MHz   | 19,95 kW    | 877 m n. m.     |
| Poprad – Kráľova hoľa                 | 47    | 682 MHz   | 5 kW        | 1 946 m n. m.   |
| Považská Bystrica – Žiar              | 47    | 682 MHz   | 5,65 kW     | 517 m n. m.     |
| Prešov – Šibená hora                  | 23    | 490 MHz   | 2,2 kW      | 310 m n. m.     |
| Rožňava – Dievčenská skala            | 48    | 682 MHz   | 20 kW       | 660 m n. m.     |
| Ružomberok – Úložisko                 | 44    | 658 MHz   | 20,18 kW    | 742 m n. m.     |
| Snina – Magurica                      | 23    | 490 MHz   | 25 kW       | 477 m n. m.     |
| Stará Ľubovňa – Kotník                | 41    | 634 MHz   | 23,37 kW    | 883 m n. m.     |
| Trenčín – Nad oborou                  | 39    | 618 MHz   | 29,9 kW     | 654 m n. m.     |
| Žilina – Krížava                      | 47    | 682 MHz   | 10 kW       | 1 451 m n. m.   |